# Фолькен
Фолькен (нім. Volken) — громада  в Швейцарії в кантоні Цюрих, округ Андельфінген.

## Географія
Громада розташована на відстані близько 115 км на північний схід від Берна, 24 км на північ від Цюриха.
Фолькен має площу 3,2 км², з яких на 6,1% дозволяється будівництво (житлове та будівництво доріг), 64,6% використовуються в сільськогосподарських цілях, 29,3% зайнято лісами, 0% не є продуктивними (річки, льодовики або гори).

## Демографія
2019 року в громаді мешкало 380 осіб (+22,6% порівняно з 2010 роком), іноземців було 9,5%. Густота населення становила 119 осіб/км².
За віковим діапазоном населення розподілялося таким чином: 27,6% — особи молодші 20 років, 61,1% — особи у віці 20—64 років, 11,3% — особи у віці 65 років та старші. Було 155 помешкань (у середньому 2,4 особи в помешканні).
Із загальної кількості 103 працюючих 27 було зайнятих в первинному секторі, 13 — в обробній промисловості, 63 — в галузі послуг.